# Jatropha atacorensis
Jatropha atacorensis är en törelväxtart som beskrevs av Auguste Jean Baptiste Chevalier. Jatropha atacorensis ingår i släktet Jatropha och familjen törelväxter. Inga underarter finns listade i Catalogue of Life.